# Till I Loved You
Till I Loved You – album amerykańskiej piosenkarki Barbry Streisand, wydany w 1988 roku.
Jest to album koncepcyjny, ilustrujący różne etapy związku. Przy nagrywaniu tej płyty Streisand współpracowała z wieloma różnymi muzykami, m.in. Quincy Jonesem i Burtem Bacharachiem, którzy współprodukowali materiał, oraz Dionne Warwick i Lutherem Vandrossem, którzy zaśpiewali chórki w jednym utworze.
Jako pierwszy singel ukazał się tytułowy duet z Donem Johnsonem, z którym Streisand spotykała się wówczas prywatnie. Piosenka była sporym sukcesem na międzynarodowych listach. Drugim singlem był cover „All I Ask of You” z musicalu Upiór w operze, a trzecim – „What Were We Thinking Of”.
Płyta dotarła do 10. miejsca amerykańskiego zestawienia Billboard 200 i została w USA certyfikowana jako platynowa.

## Lista utworów
1. „The Places You Find Love” – 5:09
2. „On My Way to You” – 3:44
3. „Till I Loved You” (oraz Don Johnson) – 5:10
4. „Love Light” – 4:32
5. „All I Ask of You” – 4:02
6. „You and Me for Always” – 3:49
7. „Why Let It Go?” – 4:25
8. „Two People” – 3:40
9. „What Were We Thinking Of” – 4:28
10. „Some Good Things Never Last” – 4:20
11. „One More Time Around” – 3:44

## Notowania
| Kraj                              | Pozycja |
| --------------------------------- | ------- |
| Australia                         | 21      |
| Holandia (MegaCharts)             | 6       |
| Niemcy                            | 33      |
| Norwegia (VG-lista)               | 16      |
| Stany Zjednoczone (Billboard 200) | 10      |
| Szwajcaria                        | 16      |
| Szwecja (Sverigetopplistan)       | 34      |
| Wielka Brytania (UK Albums Chart) | 29      |

## Certyfikaty
| Kraj                     | Certyfikat      |
| ------------------------ | --------------- |
| Holandia (NVPI)          | złota płyta     |
| Kanada (Music Canada)    | platynowa płyta |
| Stany Zjednoczone (RIAA) | platynowa płyta |
| Szwajcaria               | złota płyta     |
| Wielka Brytania (BPI)    | złota płyta     |